# Richard Johnson (Schauspieler)

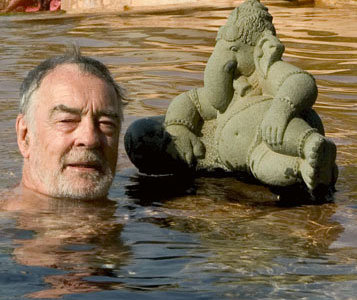
Richard Johnson

Richard Keith Johnson (* 30. Juli 1927 in Upminster, London; † 6. Juni 2015 in Chelsea, London) war ein britischer Theater- und Filmschauspieler sowie Theater- und Filmproduzent.

## Leben
Richard Johnson wurde 1927 als Sohn von Frances Louisa Olive (geb. Tweed) und Keith Holcombe Johnson in Upminster, einem heutigen Stadtteil des London Borough of Havering, geboren. Er besuchte die Parkfield School und ging anschließend in Felsted zur Schule. An der Royal Academy of Dramatic Art ließ er sich zum Schauspieler ausbilden. Sein professionelles Theaterdebüt gab er im Juli 1944 in Shakespeares Hamlet im Opera House in Manchester. Weitere Bühnenerfahrungen sammelte er mit John Gielguds Schauspieltruppe in London. Nach seinem Dienst in der Royal Navy von 1945 bis 1948 spielte er erfolgreich am Londoner West End.
Im Jahr 1951 gab er in einer kleinen Nebenrolle in Des Königs Admiral neben Gregory Peck sein Leinwanddebüt. In einer mehrteiligen britischen Fernsehadaption von Jane Austens Roman Stolz und Vorurteil spielte er 1952 den Mr. Wickham. Noch im selben Jahr war er in seiner ersten größeren Kinorolle in Vom Täter fehlt jede Spur zu sehen. Doch erst mit dem Horrorfilm Bis das Blut gefriert (1963) kam seine Leinwandkarriere in Gang. 1966 spielte er neben Laurence Olivier und Charlton Heston in dem Abenteuerfilm Khartoum. Aufgrund seines guten Aussehens wurde er häufig als Playboy besetzt, wie beispielsweise in Heiße Katzen (1967) an der Seite von Elke Sommer. In dem Historienfilm Ich komme vom Ende der Welt (1967) war er als junger Offizier auch neben Anthony Quinn und Rita Hayworth zu sehen.
Ab den späten 1960er Jahren spielte er historische Persönlichkeiten wie Rembrandt in einer gleichnamigen Verfilmung von 1969 und Marcus Antonius in dem Fernsehfilm Antony and Cleopatra (1974). Gleichzeitig blieb er über die Jahre dem Theater treu und spielte in zahlreichen Shakespeare-Inszenierungen, unter anderem mit der Royal Shakespeare Company, sowohl in London als auch in Stratford-upon-Avon. So verkörperte er Marcus Antonius auch auf der Bühne in Shakespeares Julius Cäsar und Antonius und Cleopatra. Zudem kam er mehrfach in Fernsehserien zum Einsatz, wie in Hart aber herzlich, Magnum, Mord ist ihr Hobby und Inspector Barnaby. Bei der 1982 von unter anderem Diana Rigg, Albert Finney und Glenda Jackson gegründeten Produktionsfirma United British Artists fungierte Johnson bis 1990 als Vorsitzender. Er produzierte unter anderem die Filme Ozeanische Gefühle (1985) und Die große Sehnsucht der Judith Hearne (1987). Nach dem Ende seiner Produzententätigkeit konzentrierte er sich erneut auf die Schauspielerei. 1993 erhielt Richard Johnson den Broadcasting Press Guild Award als bester Darsteller für seine Hauptrolle in dem britischen Fernsehmehrteiler Anglo Saxon Attitudes.
Neben seiner Tätigkeit als Schauspieler im Film und auf der Bühne wirkte Johnson auch in Hörspielproduktionen des Radios mit. Zuletzt war er so in Bleak Expectations (2007–2012), einer Produktion von BBC Radio 4, zu hören. Johnson war zudem ein überzeugter Umweltschützer. Als Besitzer eines Hotels im Savernake Forest in Wiltshire gehörte er zu den Mitgründern des Hotelverbundes „It’s a Green World“, in der sich dem Umweltgedanken verpflichtete Hotels zusammengeschlossen haben.
Richard Johnsons Tochter Sorel und sein Sohn Jervis stammen aus seiner ersten Ehe (1957–1962) mit der Schauspielerin Sheila Ann Sweet. Von 1965 bis 1966 war er mit Kim Novak verheiratet, mit der er 1964 den Film Die amourösen Abenteuer der Moll Flanders gedreht hatte. 1976 kam aus einer unehelichen Beziehung mit der Schauspielerin Françoise Pascal sein Sohn Nicholas zur Welt, für den Johnson nach der Trennung im Jahr 1980 das Sorgerecht erhielt. Aus seiner dritten Ehe (1982–1989) mit dem schwedischen Model Marie-Louise Nordlund ging eine weitere Tochter namens Jennifer hervor. Ab 2004 war er mit der Modedesignerin Lynne Gurney verheiratet.
Johnson starb im Juni 2015 im Alter von 87 Jahren nach einer kurzen Krankheit im Royal Marsden Hospital in Chelsea, London.

## Filmografie (Auswahl)
Kino
- 1951: Des Königs Admiral (Captain Horatio Hornblower R.N.)
- 1952: Vom Täter fehlt jede Spur (Lady in the Fog)
- 1953: Saadia
- 1959: Wenn das Blut kocht (Never So Few)
- 1963: Kairo – Null Uhr (Cairo)
- 1963: Bis das Blut gefriert (The Haunting)
- 1964: Schlafzimmerstreit (The Pumpkin Eater)
- 1965: Geheimaktion Crossbow (Operation Crossbow)
- 1965: Die amourösen Abenteuer der Moll Flanders (The Amorous Adventures of Moll Flanders)
- 1966: Khartoum
- 1966: Hexe der Liebe (La strega in amore)
- 1967: Heiße Katzen (Deadlier Than the Male)
- 1967: Ich komme vom Ende der Welt (L’avventuriero)
- 1967: Ratten im Secret Service (Danger Route)
- 1968: König Oedipus (Oedipus the King)
- 1968: A Twist of Sand
- 1968: Der Tyrann (Columna)
- 1968: Lady Hamilton – Zwischen Schmach und Liebe
- 1969: Die im Dreck krepieren (Gott mit uns (Dio e con noi))
- 1969: Some Girls Do
- 1970: Julius Caesar
- 1971: Heißkaltes Blut (The Beloved)
- 1974: Wer bist du? (Chi sei?)
- 1975: The Cursed Medallion
- 1975: Ein Mann namens Hennessy (Hennessy)
- 1976: Schlacht in den Wolken (Aces High)
- 1976: Mohammed – Der Gesandte Gottes (Mohammad, Messenger of God)
- 1976: Stella – einem Stern gewidmet (Dedicato a una stella)
- 1978: Zeuge des Wahnsinns (The Comeback)
- 1979: Insel der neuen Monster (L’isola degli uomini pesce)
- 1979: Woodoo – Die Schreckensinsel der Zombies (Zombi 2)
- 1979: Die heilige Bestie der Kumas (Il fiume del grande caimano)
- 1979: Die Superprofis (A Nightingale Sang in Berkeley Square)
- 1981: Monster Club (The Monster Club)
- 1984: Das Geheimnis der Phantomhöhlen (What Waits Below)
- 1985: Ozeanische Gefühle (Turtle Diary)
- 1986: Lady Jane – Königin für neun Tage (Lady Jane)
- 1990: Höhenangst (Diving In)
- 2001: Lara Croft: Tomb Raider
- 2006: Scoop – Der Knüller (Scoop)
- 2006: Jump!
- 2007: Two Families
- 2008: Der Junge im gestreiften Pyjama (The Boy in the Striped Pyjamas)
- 2013: The Man on the Moor (Kurzfilm)
- 2014: Radiator
- 2015: Die Poesie des Unendlichen (The Man Who Knew Infinity)

Fernsehen
- 1952: Pride and Prejudice (Miniserie)
- 1953: The Heir of Skipton (Miniserie)
- 1954: A Party for Christmas
- 1956: Plaintiff in a Pretty Hat
- 1957: Seeabenteuer (The Buccaneers) (Serie, eine Folge)
- 1959: Die vier Gerechten (The Four Just Men) (Serie, eine Folge)
- 1969: Rembrandt
- 1973:  Thriller (Serie, eine Folge)
- 1974: Antony and Cleopatra
- 1975: Mondbasis Alpha 1 (Space: 1999) (Serie, eine Folge)
- 1978: The Four Feathers
- 1979: Hart aber herzlich (Hart to Hart) (Serie, eine Folge)
- 1980–1982: Die unglaublichen Geschichten von Roald Dahl (Tales of the Unexpected) (Serie, drei Folgen)
- 1981/1983: Magnum (Magnum, P.I.) (Serie, zwei Folgen)
- 1987: Mord ist ihr Hobby (Murder, She Wrote) (Serie, eine Folge)
- 1988: A Man for All Seasons
- 1990: Die Schatzinsel (Treasure Island)
- 1991: Duell der Leidenschaften (Duel of Hearts)
- 1992: Anglo Saxon Attitudes (Mehrteiler)
- 1995: Heavy Weather
- 1996: Geschichten aus der Gruft (Tales from the Crypt) (Serie, eine Folge)
- 1996: Der codierte Mann (Breaking the Code)
- 1998: Das Echo (The Echo) (Zweiteiler)
- 1999: Inspector Barnaby – Ein Toter, den niemand vermisst (Midsomer Murders – Death of a Stranger) (Reihe)
- 2001: Verrat auf Leben und Tod (The Whistle-Blower)
- 2004/2006: Doc Martin (Serie, zwei Folgen)
- 2005: The Robinsons (Serie, sechs Folgen)
- 2005: Charles und Camilla – Liebe im Schatten der Krone (Whatever Love Means)
- 2007: Waking the Dead – Im Auftrag der Toten (Waking the Dead) (Serie, zwei Folgen)
- 2007: Inspector Barnaby – Das Tier in dir (Midsomer Murders – The Animal Within) (Reihe)
- 2008: Spooks – Im Visier des MI5 (Spooks) (Serie, vier Folgen)
- 2010: Lewis – Der Oxford Krimi – Auf falscher Fährte (Lewis – The Dead Of Winter) (Serie)
- 2013: Charlotte Link – Das andere Kind (Zweiteiler)
- 2013: Silent Witness (Serie, zwei Folgen)

## Theaterauftritte (Auswahl)
- 1944: Hamlet von William Shakespeare – Opera House, Manchester, und Theatre Royal Haymarket, London
- 1944: Die Herzogin von Malfi (The Duchess of Malfi) von John Webster – Theatre Royal Haymarket, London
- 1951: La Folle de Chaillot von Jean Giraudoux – als Pierre, St. James Theatre, London
- 1951: Ein Sommernachtstraum (A Midsummer Night’s Dream) von William Shakespeare – als Demetrius, Open Air Theatre, London
- 1955: Jeanne oder Die Lerche (L’Alouette) von Jean Anouilh – als Beauchamp, Earl of Warwick, Lyric Hammersmith Theatre, London
- 1955: Hamlet von William Shakespeare – als Laertes, Moskau und Phoenix Theatre, London
- 1957: Wie es euch gefällt (As You Like It) von William Shakespeare – als Orlando, Shakespeare Memorial Theatre, Stratford-upon-Avon
- 1957: Julius Cäsar (The Tragedy of Julius Caesar) von William Shakespeare – als Marcus Antonius, Shakespeare Memorial Theatre, Stratford-upon-Avon
- 1958: Romeo und Julia (Romeo and Juliet) von William Shakespeare – als Romeo, Shakespeare Memorial Theatre, Stratford-upon-Avon
- 1960: Was ihr wollt (Twelfth Night) von William Shakespeare – als Andreas von Bleichenwang, Royal Shakespeare Company, Aldwych Theatre, London
- 1961: The Complaisant Lover von Graham Greene – als Clive Root, Ethel Barrymore Theatre, New York
- 1972: Antonius und Cleopatra (Antony and Cleopatra) von William Shakespeare – als Marcus Antonius, Royal Shakespeare Company, Stratford-on-Avon
- 1976: Die Unschuld vom Lande (The Country Wife) von William Wycherley – als Pinchwife, Royal National Theatre, London
- 1993: Antonius und Cleopatra (Antony and Cleopatra) von William Shakespeare – als Marcus Antonius, Barbican Theatre, London
- 2000: Die Möwe (Чайка) von Anton Tschechow – als Yevgeny Sergeyevič Dorn, Barbican Theatre, London

## Auszeichnungen
- 1993: Broadcasting Press Guild Award in der Kategorie Bester Darsteller für Anglo Saxon Attitudes